# 图尔布河畔维尔
图尔布河畔维尔（法語：Ville-sur-Tourbe，法語發音：[vil syʁ tuʁb]）是法国马恩省的一个市镇，位于该省东北部，属于圣默努区。

## 地理
图尔布河畔维尔（49°11'12"N, 4°47'2"E）面积11.13 平方千米，位于法国大東部大區马恩省，该省份为法国东北部内陆省份，北起阿登省，西北接埃纳省，西南接塞纳-马恩省，南至奥布省，东南接上马恩省，东临默兹省。
与图尔布河畔维尔接壤的市镇（或旧市镇、城区）包括：塞尔奈昂多穆瓦、马尔米、马西日、塞尔翁-梅尔济库尔、维尔日尼。
图尔布河畔维尔的时区为UTC+01:00、UTC+02:00（夏令时）。

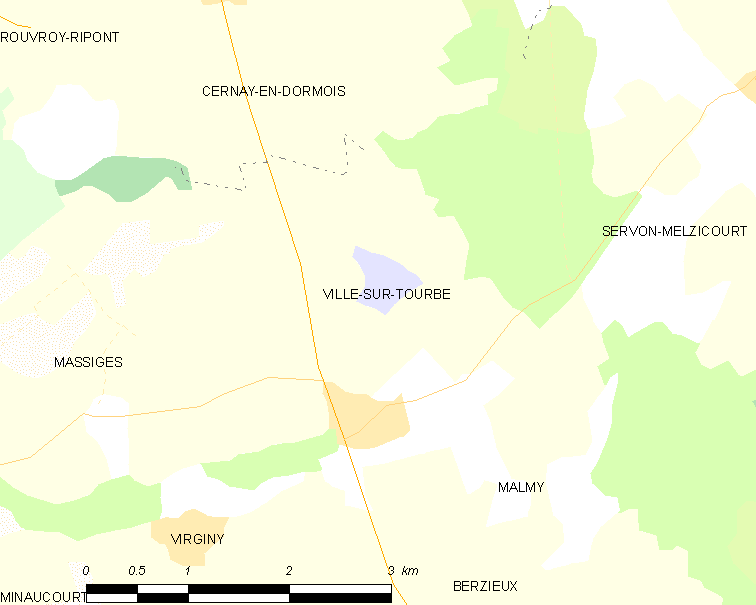
图尔布河畔维尔的OSM定位图

## 行政
图尔布河畔维尔的邮政编码为51800，INSEE市镇编码为51640。

## 政治
图尔布河畔维尔所属的省级选区为阿戈讷-叙普-韦勒县。

## 人口

1962-2008年间图尔布河畔维尔人口变化图示

图尔布河畔维尔于2022年1月1日时的人口数量为214人。